# Peter Jopp
Peter Jopp (ur. 2 maja 1928 roku, zm. 13 sierpnia 2008 roku) – brytyjski kierowca wyścigowy.

## Kariera
W wyścigach samochodowych Jopp poświęcił się głównie startom zaliczanym do klasyfikacji Mistrzostw Świata Samochodów Sportowych. W latach 1956-1959, 1961-1963 Brytyjczyk pojawiał się w stawce 24-godzinnego wyścigu Le Mans. W pierwszym sezonie startów odniósł zwycięstwo w klasie S 1.1, a w klasyfikacji generalnej był siódmy. Trzy lata później był drugi w klasie GT 2.0. Poza tym startował także w Tourist Trophy, British Saloon Car Championship, B.R.S.C.C. John Davy Championship oraz Grand Prix Monako.